# Big Pine
Big Pine (un tempo Bigpine) è un census-designated place (CDP) della Contea di Inyo, California, Stati Uniti.

## Geografia fisica

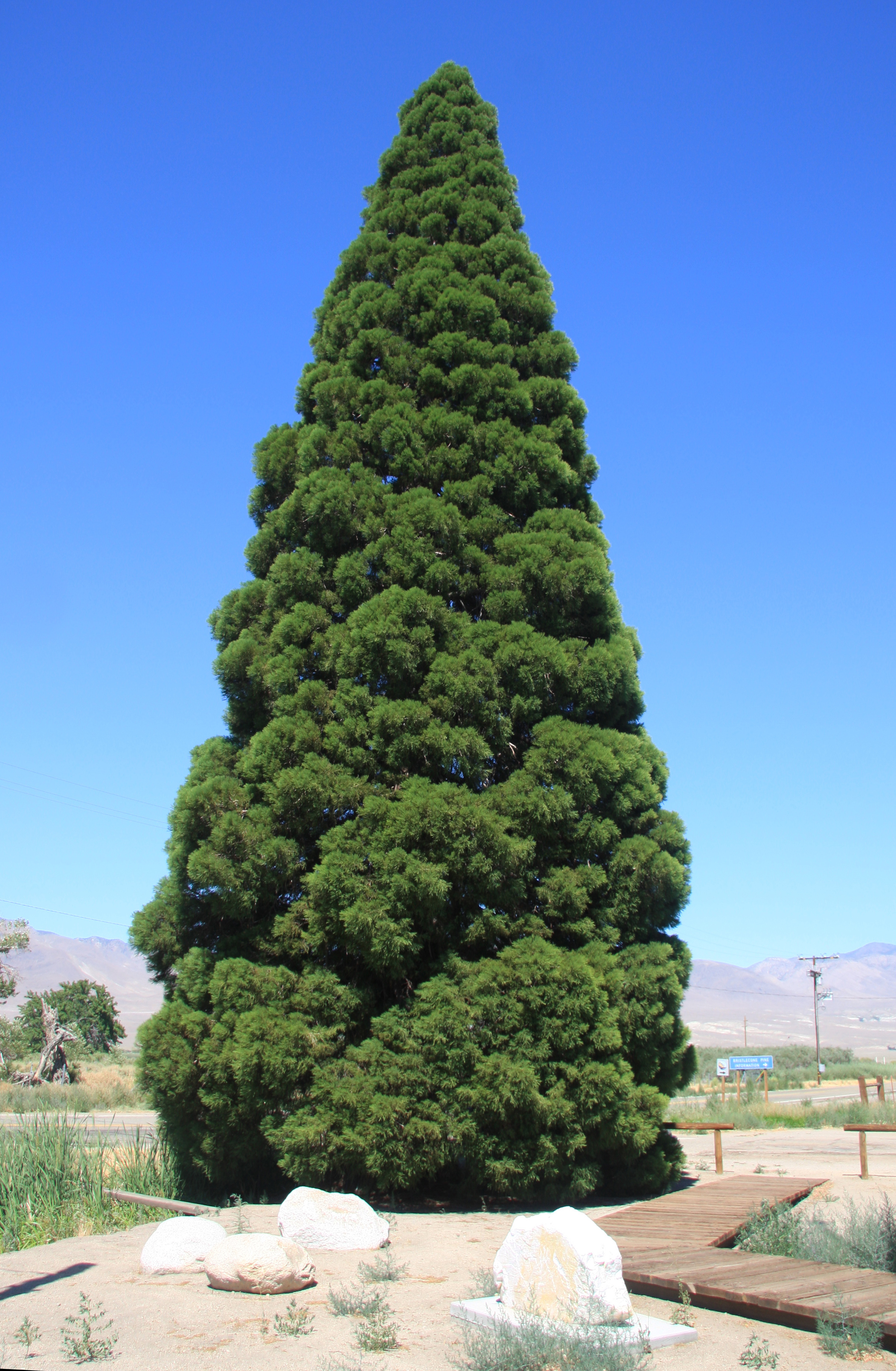
L'esemplare di sequoia gigante da cui la località di Big Pine prende il nome

È situato a circa 24 chilometri a sud-est di Bishop - ad un'altitudine di circa 1.200 metri - nella valle di Owens fra la Sierra Nevada e le White Mountains.
Contava - al censimento dell'anno 2010 dell'United States Census Bureau 1.756 abitanti (contro i 1.350 registrati nel 2000), con una densità di 229.4 abitanti per km². Ha una superficie di 7,8 km².

## Storia
Località turistica, ospita il quartier generale della Big Pine Band of Owens Valley Paiute Shoshone Indians of the Big Pine Reservation, un'organizzazione di tutela della memoria dei nativi americani.